# Medalla del Servei Distingit (Regne Unit)
La Medalla del Servei Distingit (anglès:Distinguished Service Medal) és una concecoració britànica, atorgada al personal de la Royal Navy o els Reials Marines per valentia o conducta distingida durant el servei actiu al mar fins al rang de Contramestre Major.
Va ser establerta per Jordi V el 14 d'octubre de 1914. És equivalent a la Creu del Servei Distingit atorgada als oficials, si bé aquesta és inferior dins del rang de precedència (se situa entre la Medalla de Jordi i la Medalla Militar). Els receptors poden fer servir el post-nominal "DSM". Va ser derogada el 1993, i des de llavors la Creu del Servei Distingit pot atorgar-se a tots els rangs.

## Disseny
Una medalla en plata, de 36mm de diàmetre. A l'anvers figura l'efígie coronada del monarca regnant. Al revers apareix la inscripció 'FOR DISTINGUISHED SERVICE' (Pel Servei Distingit) en 3 línies, amb una branca de llorer i la corona imperial.
El suspensori és pla.
Penja d'una cinta blau marí amb una franja blanca d'un terç de l'amplada total al centre. Al centre de la franja blanca hi ha una franja blau marí.
Les concessions posteriors s'indiquen mitjançant una barra.
| DSM | DSM amb Barra |